# Винстон (Флорида)
Винстон (енгл. Winston) град је у америчкој савезној држави Флорида.

## Демографија
По попису из 2000. године број становника је 9.024.
| Група             | 2000.         | 2010.    |
| Белци             | 5.165 (57,2%) | 0 (0,0%) |
| Афроамериканци    | 2.311 (25,6%) | 0 (0,0%) |
| Азијати           | 20 (0,2%)     | 0 (0,0%) |
| Хиспаноамериканци | 1.372 (15,2%) | 0 (0,0%) |
| Укупно            | 9.024         | 0        |